# العلاقات الأسترالية البرتغالية
العلاقات الأسترالية البرتغالية هي العلاقات الثنائية التي تجمع بين أستراليا والبرتغال.

## مقارنة بين البلدين
هذه مقارنة عامة ومرجعية للدولتين:
| وجه المقارنة                                              | أستراليا                                   | البرتغال                                                  |
| --------------------------------------------------------- | ------------------------------------------ | --------------------------------------------------------- |
| المساحة (كم2)                                             | 7.69 مليون                                 | 92.21 ألف                                                 |
| عدد السكان (نسمة)                                         | 24.51 مليون                                | 10.60 مليون                                               |
| الكثافة السكانية (ن./كم²)                                 | 3.19                                       | 114.95                                                    |
| العاصمة                                                   | كانبرا، ملبورن                             | لشبونة                                                    |
| اللغة الرسمية                                             | لغة إنجليزية                               | اللغة البرتغالية، اللغة الميراندية                        |
| العملة                                                    | دولار أسترالي، جنيه إسترليني، جنيه أسترالي | يورو، اسكودو برتغالي                                      |
| الناتج المحلي الإجمالي (بليون دولار)                      | 1.32 تريليون                               | 217.57 مليار                                              |
| الناتج المحلي الإجمالي (تعادل القوة الشرائية) بليون دولار | 1.10 تريليون                               | 307.82 مليار                                              |
| الناتج المحلي الإجمالي الاسمي للفرد دولار أمريكي          | 56.31 ألف                                  | 19.22 ألف                                                 |
| الناتج المحلي الإجمالي للفرد دولار أمريكي                 | 45.92 ألف                                  | 28.76 ألف                                                 |
| مؤشر التنمية البشرية                                      | 0.939                                      | 0.830                                                     |
| رمز المكالمات الدولي                                      | +61                                        | +351                                                      |
| رمز الإنترنت                                              | .au                                        | .pt                                                       |
| المنطقة الزمنية                                           |                                            | توقيت غرب أوروبا، توقيت غرب أوروبا الصيفي، أوروبا/لشبونة ‏ |

## مدن متوأمة
في ما يلي قائمة باتفاقيات التوأمة بين مدن أسترالية وبرتغالية:
- ترتبط City of Fremantle [الإنجليزية]‏ مع فونشال باتفاقية توأمة.[21]
- ترتبط ماريكفيل [الإنجليزية]‏ مع فونشال باتفاقية توأمة منذ 9 مايو 2005.[22]

## منظمات دولية مشتركة
يشترك البلدان في عضوية مجموعة من المنظمات الدولية، منها:
| علم المنظمة | اسم المنظمة                               | تاريخ انضمام أستراليا | تاريخ انضمام البرتغال |
| ----------- | ----------------------------------------- | --------------------- | --------------------- |
|             | منظمة التعاون الاقتصادي والتنمية          | ?                     | 4 أغسطس 1961          |
|             | منظمة التجارة العالمية                    | ?                     | ?                     |
|             | الاتحاد البريدي العالمي                   | ?                     | ?                     |
|             | الوكالة الدولية للطاقة                    | ?                     | ?                     |
|             | مجموعة الموردين النوويين                  | ?                     | ?                     |
|             | يونسكو                                    | 4 نوفمبر 1946         | 11 مارس 1965          |
|             | الفريق المعني برصد الأرض                  | ?                     | ?                     |
|             | مؤسسة التمويل الدولية                     | 20 يوليو 1956         | 8 يوليو 1966          |
|             | المركز الدولي لتسوية المنازعات الاستشارية | 1 يونيو 1991          | 1 أغسطس 1984          |
|             | بنك التنمية الآسيوي                       | 1966                  | 2002                  |
|             | منظمة حظر الأسلحة الكيميائية              | ?                     | ?                     |
|             | مؤسسة التنمية الدولية                     | 24 سبتمبر 1960        | 29 ديسمبر 1992        |
|             | مجموعة أستراليا                           | 1985                  | 1985                  |
|             | نظام تحكم تكنولوجيا القذائف               | 1990                  | 1992                  |
|             | وكالة ضمان الاستثمار متعدد الأطراف        | 10 فبراير 1999        | 6 يونيو 1988          |
|             | الاتحاد الدولي للاتصالات                  | 27 مايو 1878          | 1866                  |
|             | منظمة الشرطة الجنائية الدولية             | ?                     | ?                     |
|             | الأمم المتحدة                             | 1 نوفمبر 1945         | 14 ديسمبر 1955        |
|             | البنك الدولي للإنشاء والتعمير             | 5 أغسطس 1947          | 29 مارس 1961          |
|             | المنظمة الهيدروغرافية الدولية             | ?                     | ?                     |

## أعلام
هذه قائمة لبعض الشخصيات التي تربطها علاقات بالبلدين:
- جوش منصور (لاعب دوري رغبي أسترالي، 17 يونيو 1990 – )
- جوي سباستيان (26 أكتوبر 1981[32][33][34] – )
- جويل آدامز (مغني ومؤلف أسترالي، 16 ديسمبر 1996 – )
- جيسيكا غوميز (عارضة أسترالية، 25 سبتمبر 1985 – )
- داميان دو مونتيماس (ممثل أسترالي، القرن العشرين – )
- ديفيد بيريرا (موسيقي أسترالي، 21 سبتمبر 1953 – )
- ديوغو فيريرا سالوماو (لاعب كرة قدم أسترالي، 5 أكتوبر 1989[35] – )
- روهان هوفمان (لاعب رغبي أسترالي، 14 يناير 1972 – )
- ستيفاني ياكوبسن (ممثلة أسترالية، 22 يونيو 1980 – )
- كوري غاميرو (لاعب كرة قدم أسترالي، 7 فبراير 1993[36] – )
- ليزا دي فانا (لاعبة كرة قدم أسترالية، 14 نوفمبر 1984[37] – )

## وصلات خارجية
- موقع وزارة الخارجية الأسترالية
- موقع وزارة الخارجية البرتغالية